# Macrogynoplax poranga
Macrogynoplax poranga és una espècie d'insecte plecòpter pertanyent a la família dels pèrlids.

## Descripció
- Els mascles adults conservats en alcohol són blanquinosos amb taques de color marró, llurs ales anteriors fan 9,7 mm de llargària i presenten un penis de perfil rectangular.
- La femella no ha estat encara descrita.[5]

## Distribució geogràfica
Es troba a Sud-amèrica: la conca del riu Amazones al Brasil.